# Макгинн, Ричард
Макгинн, Ричард (Дик) Бернард (англ.  Richard (Dick) Bernard McGinn Jr.; 23 декабря 1939, Спокан — 26 марта 2018, Атенс) — американский лингвист-востоковед.

## Краткая биография
Окончил Университет Гонзага в Спокане (1961), там же защитил магистерскую диссертацию по лингвистике (1966). Был в составе третьей группы «Корпуса мира» на Филиппинах, где проявил интерес к языкам стран Юго-Восточной Азии (1967—1968). По стипендии Фуклбрайта преподавал в Индонезии (1972—1972, Университет Шривиджая, Палембанг). В 1974—1976 являлся директором Института английского языка компании Пертамина (Джакарта). Защитил докторскую диссертацию в Гавайском университете (1979). Директор программы изучения Юго-Восточной Азии Университета Огайо (1984—1988), заведующий кафедры лингвистики (1994—2004). Почётный профессор. Основные труды касаются языка реджанг (Индонезия). С целью изучения этого языка посещал Бенгкулу на один-три месяца в 1988, 1989, 1994, 1999, 2001, 2004, 2006—2007 (шесть месяцев, по стипендии Фулбрайта). Один из основателей Austronesian Formal Linguistics Association (1994).

## Семья
- Отец Ричард, мать Кэтрин, братья Арт, Джу, Джон, Джерри.
- Жена Джуди Рэй Брукс (с 1967), сын Эндрю, дочь Коллин

## Основные труды
- Studies in Austronesian Linguistics. Ohio University Press, 1988 (рец. K. A. Adelaar Journal of Southeast Asian Studies The National University of SingaporeVolume 20 Issue 2 September 1989 , pp. 316—319) ISBN 978-0-89680-137-0
- A Principle of Text Coherence in Indonesian Languages //The Journal of Asian Studies, Vol. 44, No. 4 (Aug., 1985), pp. 743—753 Association for Asian Studies
- Some irregular reflexes of PMP vowels in Rejang // Diachronica XIV.1:67-106. 2000.
- The Position of the Rejang Language of Sumatra in Relation to Malay and the «Ablaut» Languages of Northwest Borneo // Zeitoun, Elizabeth and Li, Paul Jen-Kuei (ed). Selected Papers from the Eighth International Conference on Austronesian Linguistcis. Language and Linguistics Monograph Series.Taipei, Institute of Linguistics, Academia Sinica1999 ISBN 957-671-632-2
- Where did the Rejangs come from? // In Marlys Macken, ed. Proceedings of the Tenth Annual Conference of the Southeast Asia Linguistics Society, 247—262. Tempe: University of Arizona. 2003.
- The reflexes of Proto Malayo-Polynesian *a in the Rejang and Land Dayak groups //Lynch, John (ed.): Issues in Austronesian Historical Phonology. Pacific Linguistics 550. Canberra: Pacific Linguistics, Research School of Pacific and Asian Studies, The Australian National University, 2003
- Raising of PMP in Bukar-Sadong Land Dayak and Rejang // In John Lynch, ed. Issues in Austronesian historical phonology, 37-64. Canberra: Pacific Linguistics. 2005. University of Hawai’i Press[4]
- What the Rawas dialect reveals about the linguistic history of Rejang // Oceanic linguistics. Volume 44, Number 1, June 2005 44.1:12-64.